# 扁嘴副帶腭魚
扁嘴副帶腭魚，為輻鰭魚綱鱸形目南極魚亞目淵龍鰧科的其中一種，分布於南冰洋海域，屬深海魚類，棲息深度5-400公尺，體長可達42公分，為底棲性魚類，屬肉食性，生活習性不明。